# Luis Menéndez-Pidal y Álvarez
Luis Menéndez-Pidal y Álvarez (Oviedo, 1896-Madrid, 1975) fue un arquitecto español, hijo del pintor Luis Menéndez Pidal.

## Biografía
Después de terminar su carrera de Arquitectura en 1919, entra en 1921 como arquitecto en el Banco de España donde diseña y construye diferentes edificios en el entorno bancario. Entre sus proyectos, se pueden indicar los siguientes: Parador de Turismo de Pajares de 1927, Biblioteca Pública del Estado de Gijón entre 1935 y 1943, Capilla de la Santa Cueva de Covadonga en estilo neorrománico.
En 1937 es nombrado Comisario del Servicio de Defensa del Patrimonio Artístico Nacional hasta 1940, que le especializa en la restauración arquitectónica, en la que sería considerado uno de los más brillantes representantes españoles y europeos del siglo XX.
Como Arquitecto Conservador de Monumentos de la Primera Zona (1941-75), que agrupaba a siete provincias: Asturias, León, Zamora, La Coruña, Lugo, Orense y Pontevedra, realizó grandes intervenciones, sobre todo en los monumentos de Arte Asturiano y Románico.
A lo largo de su carrera, intervino en más de 200 actuaciones restauradoras del patrimonio español. Entre ellas, las más conocidas incluyen: Monasterio de Guadalupe (Cáceres), Catedral y Cámara Santa de Oviedo, Catedral de Zamora, Catedral de León, Catedral de Santiago de Compostela, Catedral de Tui, la Basílica de San Isidoro de León y Murallas de Lugo.

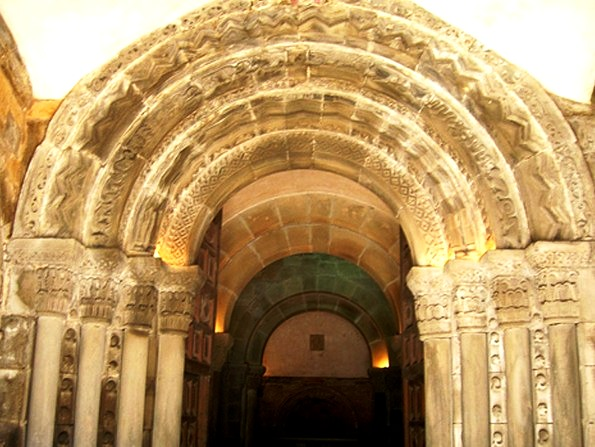
Portada principal de la Colegiata de Santa María de Arbas donde está enterrado.

Aunque de menor calado, pero no por ello menos importantes, se pueden indicar otras actuaciones, principalmente en su tierra natal, como: Abadía de Santo Adriano de Tuñón en la parroquia de Tuñón, entre 1949 y 1954 donde redescubrió sus pinturas murales, Iglesia de Santa Eulalia de La Lloraza, en el concejo de Villaviciosa, restaurada en 1950, Iglesia de Santa Eulalia en Abamia en donde trabajó en 1958, Iglesia de Santa María de Narzana en el concejo de Sariego en 1960 , las viviendas de la Factoría de Nitrastur en La Felguera o iglesia de la Santa Cruz de Cangas de Onís, en donde su estado actual es una reconstrucción hecha por Luis Menéndez-Pidal aplicando su estudio y metodología personal.
Fuera de Asturias, es importante reseñar su intervención a fondo en 1968 en la Colegiata de Santa María de Arbas en la provincia de León, salvándola de la ruina, y donde descansa en una tumba en su muro septentrional, con el siguiente epitafio:
«Salva a su alma de la perdición, como él salvó a esta iglesia de la ruina».
En 1966 se le concede la Gran Cruz de la Orden Civil de Alfonso X el Sabio.